# Censura en Internet

     Extensa
     Sustancial
     Selectiva
     Poca o nula
     Sin clasificar / sin datos

Censura y espionaje de Internet por país (2018).
Extensa
Sustancial
Selectiva
Poca o nula
Sin clasificar / sin datos

La censura en internet comprende diversos procedimientos implementados por los estados u otros grupos no estatales con la finalidad de controlar o suprimir determinados contenidos en internet.

## Generalidades
En particular se ve afectada la difusión de noticias y opiniones; en algunos países, también las páginas web con contenidos eróticos o religiosos. En este sentido, la censura de Internet no se diferencia sustancialmente de la censura de otros medios de comunicación masiva.
En los últimos años se ha incrementado el control de la información que circula a través de Internet, sobre todo ante la evolución de las redes sociales.
Muchos países incluso tienen leyes que establecen límites para la publicación y difusión de contenido; en algunos lugares se puede terminar en la cárcel o se puede bloquear un sitio porque lo que contiene no es del agrado del gobierno en turno.
Sin embargo, varios datos apuntan a que no solo los regímenes represivos desconfían de la capacidad de autorregulación de Internet; algunos Estados democráticos también suelen recurrir a ciertas restricciones en el ciberespacio o a una censura encubierta.
Dada la respuesta positiva en el uso de las redes como un medio más de comunicación masiva, empezaron a crear más tipos de censura más allá de controlar contenidos sexuales. Los gobiernos de diferentes países detectaron las redes sociales como medios de filtrado de información, de aquí que ahora, por ejemplo, en México, haya una significativa revuelta por la ley para controlar los medios de comunicación a través de Internet. Aunque sabemos que la censura al periodismo siempre ha existido, la libertad de expresión también se ha visto perjudicada por los intereses de las organizaciones gubernamentales.

### Razones para la censura de Internet
Muchos gobiernos tienen problemas con el hecho de que solo hay un Internet Global técnicamente sin bordes geográficos o políticos, no hay diferencia si un sitio web está hospedado en el propio país o al otro lado del mundo.
La censura en Internet, inspirada por la esperanza de re-imponer las distinciones geográficas, puede ocurrir por muchas razones.
- Razones políticas. Gobiernos que quieren censurar puntos de vista y opiniones contrarias a las políticas de dicho gobierno incluyendo temas como derechos humanos y religiones.

- Razones sociales. Gobiernos que desean censurar páginas web relacionadas con pornografía, juegos, alcohol, drogas, y otros asuntos que pueden ser ofensivos a la población, como la incitación al odio, la violencia doméstica, el maltrato animal, etc.

- Razones de seguridad nacional. Gobiernos que desean bloquear contenido relacionado con movimientos disidentes, y cualquier cosa que amenace la seguridad nacional o el orden público.

Con el propósito de asegurarse de que el control de la información es efectivo, los gobiernos pueden filtrar las herramientas que permiten a las personas sortear la censura a Internet.
En el caso extremo, los gobiernos pueden negarse a proporcionar servicio de Internet al público, como en Corea del Norte, o pueden cortar Internet durante periodos de protesta pública, como sucedió en Nepal en 2005, y en Egipto y Libia en 2011.

### Ejemplos reales de censura en Internet.
El «baneo en la sombra» es una práctica común de algunos portales de Internet, donde se censura algún tipo de contenido que si bien no amerita su eliminación, puede ser considerado como polémico o sensible, quedando algunas cuentas de usuarios como en un modo «invisible» ante el resto de la comunidad en línea. 
Por ejemplo:
Twitter: A partir de 2020 no se podrá mostrar ningún tipo de contenido sexual en dicho portal de Internet.
Twitch: "Twitch implemento una tecnología destinada a ayudar a los broadcasters en la tarea de evitar que almacenen vídeos que contienen audio no autorizado por parte de terceros. Respetamos los derechos de los propietarios del copyright y hacemos este esfuerzo de manera voluntaria para ayudar tanto a nuestros usuarios como a los dueños de los copyrights." 

### Casos particulares

#### Turquía
En el año 2013, el presidente turco Recep Tayyip Erdoğan aseguró que existía una amenaza en torno a las redes sociales. "Existe una amenaza nueva que se llama Twitter. Los mejores ejemplos de mentiras pueden encontrarse ahí. Para mí, las redes sociales son la peor amenaza para la sociedad” citaba en el primer ministro.
Turquía actualmente es uno de los países donde más en énfasis está la censura. 

#### BBCyChina
La censura a nivel internacional es un problema que está presente en muchos países. China ha sido uno de los ejemplos más señalados, la censura del gobierno chino es tal que ha creado informes de que se puede contar en dicho país y que no. Las noticias no pueden llegar a los ciudadanos ya que están siendo bloqueadas por el gobierno.  
Según la BBC, todos los usuarios que lo deseen pueden acceder a este portal en diversos idiomas extranjeros, como BBC Arabic Television o BBC Persian Television . En su anuncio, la BBC anunció a varios países los cuales el contenido del medio está siendo bloqueado, siendo estos China, Irán y Vietnam.

#### Bangladés
A finales de 2015 el gobierno decidió bloquear el acceso a Internet por más de una hora. Cuando devolvieron la conexión a los internautas todavía hubo restricciones a Facebook, WhatsApp, Viper y otras redes sociales.   
La versión oficial fue por motivos de seguridad, a raíz de ello surgieron varias teorías para buscar una explicación a lo que parecía un claro bloqueo de la libertad de expresión. Por una parte se creyó ver que este movimiento parecía hacerse para bloquear la comunicación y movimientos entre terroristas del Estado Islámico que atentaban en el país. También hubo quien achaco este movimiento a las revueltas organizadas por el partido islámico BNP tras la ejecución de tres de sus miembros por unos crímenes de guerra cometidos en 1971.  
A esto hay que sumarle que en Bangladés la legislación no defiende precisamente la libertad en Internet. Concretamente la Ley de Tecnología de la Información y Comunicación de 2006, que permitió en 2013 detener a cuatro bloqueros por ser críticos con reformas sociales hechas por el gobierno del país.

#### México
El 1 de julio de 2020 se aprobó en la Cámara de Diputados unas reformas a la Ley de Derechos de Autor en donde se obliga a las plataformas digitales a bajar contenido que viole derechos de autor con solo avisar, sin aportar pruebas de ello y además contempla penas de cárcel de hasta diez años a aquel usuario o radiotécnico que repare dispositivos electrónicos, lo que ha desatado una confrontación en Twitter con el hashtag o almohadilla #NiCensuraNiCandados.El 30 de mayo de 2024 el pleno de la Suprema Corte de Justicia de la Nación determinó la validez constitucional de las recientes reformas a la Ley Federal de Derechos de Autor, en particular del llamado mecanismo de notificación y retirada, el cual obliga a los proveedores de servicios de Internet a retirar cualquier contenido o publicación que haya sido acusada de violar los derechos de autor, sin necesidad de que la persona denunciante tenga que presentar prueba alguna de la infracción y sin que una autoridad administrativa o judicial lo ordene. Este hecho diversos activistas lo han considerado una afectación a la libertad de expresión y contrarios al derecho a la expresión.

## En obras de ficción
En algunas obras de ciencia ficción aparece Internet como un medio para la disidencia, donde la censura es algo más difícil.